# Забавник (алманах)
Забавник, први српски алманах, излазио је периодично у Бечу 1815. и 1816. године, у Будиму 1818, опет у Бечу 1819—21, затим у Београду 1833. и 1836, а 1834. и 1835. године у Крагујевцу. 
Покренуо га је Димитрије Давидовић. Поред календара, разних обавештења и пригодних прилога, Забавник је имао и књижевне прилоге, углавном преводе.